# 康德圣马丁
康德圣马丹（法語：Candes-Saint-Martin，法語發音：[kɑ̃d sɛ̃ maʁtɛ̃] ⓘ）是法国安德尔-卢瓦尔省的一个市镇，位于该省西部，维埃纳河与卢瓦尔河汇流处左岸，属于希农区。 

## 地理
康德圣马丹（47°12'39"N, 0°4'24"E）面积5.77 平方千米，位于法国中央-卢瓦尔河谷大区安德尔-卢瓦尔省，该省份为法国中西部省份，北起萨尔特省、东北接卢瓦-谢尔省，东南接安德尔省，南至维埃纳省，西临曼恩-卢瓦尔省。
与康德圣马丹接壤的市镇（或旧市镇、城区）包括：丰特夫罗拉拜、蒙索罗、库济耶、维埃纳河畔圣日耳曼、韦龙地区萨维尼。
康德圣马丹的时区为UTC+01:00、UTC+02:00（夏令时）。

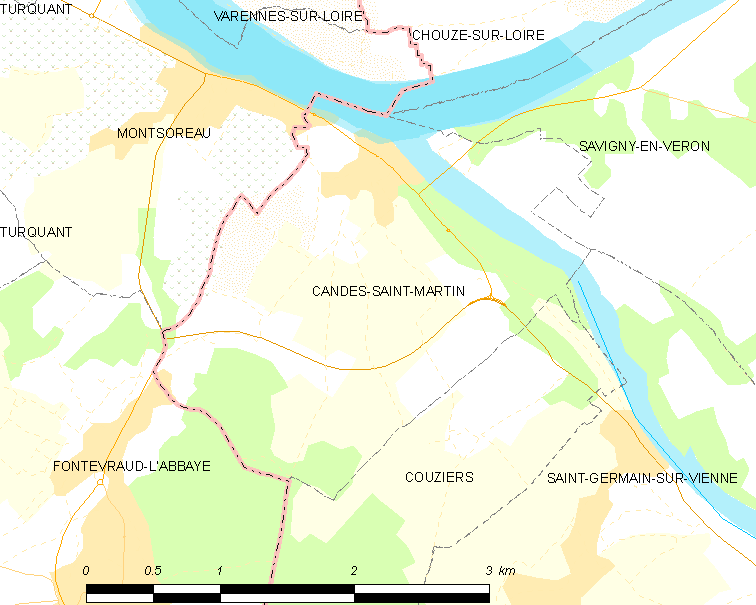
康德圣马丹的OSM定位图

## 行政
康德圣马丹的邮政编码为37500，INSEE市镇编码为37042。

## 政治
康德圣马丹所属的省级选区为希农县。

## 人口

1962-2008年间康德圣马丹人口变化图示

康德圣马丹于2022年1月1日时的人口数量为182人。